# Manfred Zalden
Manfred Zalden (eigentlich Leopold Zalodek, * 16. Juli 1902 in Czernowitz; † 27. Jänner 1984 in Wien) war ein österreichischer Unterhaltungsmusiker (Gesang, Piano) und Komponist.

## Leben und Wirken
Zalden betätigte sich in den 1930er-Jahren in Wien als Schlager-Komponist; von ihm stammen Titel wie „Man muß das Leben eben nehmen wie es ist“ (mit H. F. Beckmann und Peter Kreuder), „Durchwachte Nächte“ (mit Eric Helgar), „Blaues Meer im Süden“, „Pinguin Swing“ und „Montag, Dienstag, Mittwoch“ (mit Wilhelm Krug), eingespielt 1937 von Eric Helgar/Heinz Wehner (Telefunken A-2172).
Zalden selbst nahm in den 1940er-Jahren für Telefunken auch mehrere Schallplatten mit verschiedenen Fremdkompositionen auf, darunter „Du stehst nicht im Adressbuch“ (#2874), „In den kleinen Straßen von Paris“ und den „Gnädige Frau wo war’n Sie gestern?“ (#2918, beide Interpretationen mit dem Orchester Adalbert Lutter). Er spielte auch Schrammelmusik ein wie „Mir is der Huat heut’ z'klan - Mir hat heut tramt, es gibt kan Wein mehr“ (#A2976) oder „Das is mei Medizin - Ach, Yvette, kannst du morgen bitte frei sein“ (#A2689).
Am 27. April 1943 trat Zalden in einem Varieté-Programm zur Truppenunterhaltung (Motto: Humorvoller Angriff) im Kameradschaftsheim der Waffen-SS im Konzentrationslager Auschwitz-Birkenau auf.